# Kazaa
Kazaa war ein proprietäres Filesharingprogramm. Basierend auf einem Peer-to-Peer-System konnten Nutzer Musikdateien, Videos, Textdokumente und Bilder über das Internet tauschen.

## Protokoll
Das verwendete Protokoll, genannt FastTrack-Protokoll (nach der Firma FastTrack), ist nach Angaben der Hersteller dezentral und benötigt auch zum Verbinden und Durchsuchen des Netzes keine zentralen Server. Nach der Schließung von Napster sicherte das System dadurch und durch die Supernode-Architektur (schnelle Rechner verwalten die Suche), die es im Vergleich zu dem ebenfalls dezentralen Gnutella damals bevorteilte, eine breite Masse an Nutzern. Das Protokoll ist proprietär und aufgrund von Verschlüsselungsalgorithmen bisher noch nicht voll bekannt.

## Geschichte
Entwickelt wurde Kazaa vom Schweden Niklas Zennström und vom Dänen Janus Friis, die die Software im März 2001 veröffentlichten. Später, als die Legalität des Systems angezweifelt wurde, übernahmen „Sharman Networks“ das System. Da sowohl diese Firma als auch beteiligte Firmen eine verteilte und wenig transparente Struktur haben, ist es bis heute nicht zu einer Schließung gekommen.
Im September 2003 begann die Recording Industry Association of America Nutzer von Kazaa und anderen Peer-to-Peer-Filesharingprogrammen wegen der Begehung von Urheberrechtsverletzungen zu verklagen.
Erstmals und einmalig wurde am 6. Mai 2004 ein Nutzer der Internettauschbörse Kazaa von dem Amtsgericht Cottbus wegen Urheberrechtsverletzung zu 400 Euro Geldstrafe verurteilt. Als Grundlage diente unter anderem der sichergestellte Rechner des Angeklagten.
Am 11. Juni 2004 verlor die Firma „FastTrack Consumer Empowerment“ vor dem Europäischen Markenamt ein Widerspruchsverfahren gegen die Eintragung des Markennamens Kazaa. Im September 2005 verlor Sharman Networks ein australisches Gerichtsverfahren und wurde dazu verurteilt, die Software so zu modifizieren, dass australische Benutzer kein urheberrechtlich geschütztes Material mehr damit tauschen können. Die ARIA sollte eine Liste von blockierten Inhalten erstellen können, nach der sich der Kazaa-Client dann richtet.
Dieser Forderung kam der Hersteller zunächst nicht nach. Stattdessen erschien zum Ende der Frist ein Banner auf der offiziellen Seite, das erklärt, dass australische Nutzer die Software nun nicht mehr verwenden dürfen.
Im Juli 2006 wurde schließlich im Rahmen eines Vergleichs mit der US-amerikanischen Recording Industry Association of America (RIAA) und dem Musikindustrieverband IFPI eine hohe Abfindungszahlung vereinbart und die Software mit Filterfunktionen für urheberrechtlich geschützte Werke versehen.
Seit 2007 wurde Kazaa Media Desktop ohne Spyware und Malware auf der offiziellen Website zum Download angeboten. Dennoch enthielt sie weiterhin eine Toolbar und Werbe-Dateien, wie Links auf dem Desktop, Werbeeinblendungen in der Software.
Im Februar 2009 wurde eine neue Version der Kazaa.com-Website online gestellt. Nun war Kazaa gegen Bezahlung von 19,98 USD pro Monat nutzbar und gab dem Kunden eine Flatrate zum Herunterladen von Songs. Diese waren jedoch mittels DRM geschützt und konnten auf maximal drei PCs gleichzeitig verwendet werden. Ein Abspielen auf tragbaren MP3-Playern war nicht möglich, zudem sperrte das DRM-Verfahren die heruntergeladenen Songs, falls der Nutzer seine Mitgliedschaft bei Kazaa kündigte.
Im August 2012 wurde der Musikvertrieb eingestellt.

## Kritik
Die Originalsoftware Kazaa Media Desktop enthielt Spyware sowie Adware von Cydoor, die ein System reversibel stark verlangsamten oder sogar soweit schädigen konnten, dass es in seiner Funktionalität beeinträchtigt wird.
Im Gegensatz dazu waren die inoffiziellen Kazaa-Lite-Varianten benutzbar, ohne die Malware zu installieren oder auszuführen.
Kazaa/Sharman war umstritten, weil es Geld mit Hilfe einer Software verdiente, die angeblich nur für das Erhalten urheberrechtlich geschützter Werke diente, ohne die Urheber zu entlohnen.
Auch wurde das Portal p2pnet.net juristisch dazu gezwungen, kritische Artikel über Sharman zu entfernen.
Weiter wurde die Software kritisiert, weil jeder teilnehmende Rechner seitens des Kazaa-Herstellers Sharman Networks auch für andere Zwecke genutzt werden konnte.